# Stade José Dellagiovanna
 (mars 2025).
Si vous disposez d'ouvrages ou d'articles de référence ou si vous connaissez des sites web de qualité traitant du thème abordé ici, merci de compléter l'article en donnant les références utiles à sa vérifiabilité et en les liant à la section « Notes et références ».
Le stade José Dellagiovanna, surnommé Monumental de Victoria, est un stade de football inauguré en 1936 et situé à Victoria, dans la banlieue nord de Buenos Aires en Argentine. 
Il accueille les matchs à domicile du Club Atlético Tigre, équipe évoluant en première division.